# New Boston (Texas)
New Boston és una població dels Estats Units a l'estat de Texas. Segons el cens del 2000 tenia 4.808 habitants.

## Demografia
Segons el cens del 2000, New Boston tenia 4.808 habitants, 1.968 habitatges, i 1.334 famílies. La densitat de població era de 531,9 habitants/km².
Dels 1.968 habitatges en un 32,8% hi vivien nens de menys de 18 anys, en un 47,8% hi vivien parelles casades, en un 17,6% dones solteres, i en un 32,2% no eren unitats familiars. En el 30,1% dels habitatges hi vivien persones soles el 15,5% de les quals corresponia a persones de 65 anys o més que vivien soles. El nombre mitjà de persones vivint en cada habitatge era de 2,39 i el nombre mitjà de persones que vivien en cada família era de 2,96.
Per edats la població es repartia de la següent manera: un 26,6% tenia menys de 18 anys, un 7,8% entre 18 i 24, un 25,2% entre 25 i 44, un 21,5% de 45 a 60 i un 18,8% 65 anys o més.
L'edat mediana era de 38 anys. Per cada 100 dones de 18 o més anys hi havia 74,7 homes.
La renda mediana per habitatge era de 26.531 $ i la renda mediana per família de 38.542 $. Els homes tenien una renda mediana de 29.940 $ mentre que les dones 21.316 $. La renda per capita de la població era de 14.190 $. Aproximadament l'11,6% de les famílies i el 15% de la població estaven per davall del llindar de pobresa.

## Poblacions més properes
El següent diagrama mostra les poblacions més properes.